# 애거사상
애거사상(영어: Agatha Award)은 몰리스 도메스틱(Malice Domestic)이 주최하는 추리 문학상으로, 애거사 크리스티의 이름을 따서 상 이름이 명명되었다. 1989년에 설립되어 매년 봄에 워싱턴 D.C.에서 시상식이 개최되고 있다.